# Romy & Michele – blondiner har roligare
Romy & Michele – blondiner har roligare (engelska: Romy and Michele's High School Reunion) är en amerikansk komedifilm från 1997 i regi av David Mirkin, med Mira Sorvino och Lisa Kudrow i huvudrollerna. Filmen är baserad på pjäsen Ladies Room från 1980-talet, där Lisa Kudrow också medverkade. 
Filmen hade biopremiär i Sverige den 24 oktober 1997, utgiven av Buena Vista Pictures Distribution.

## Handling
Filmen följer de två 28-åriga och oambitiösa singelkvinnorna Romy White och Michele Weinberger, som bor tillsammans i en lägenhet vid Venice Beach i Los Angeles.
En dag stöter Romy ihop med sin och Micheles gamla klasskamrat Heather Mooney, som informerar henne om en klassåterträff i Tucson i granndelstaten Arizona. Då varken Romy eller Michele har åstadkommit mycket i sina liv, kommer de på den ultimata idén att de ska låtsas ha framgångsrika karriärer, så att de kan imponera på alla sina gamla klasskamrater – inklusive sin gamla mobbare Christie Masters. Men frågan är om de verkligen kommer att lyckas imponera med sina låtsasframgångar.

## Rollista
- Mira Sorvino – Romy White
- Lisa Kudrow – Michele Weinberger
- Janeane Garofalo – Heather Mooney
- Alan Cumming – Sandy Frink
- Julia Campbell – Christie Masters
- Vincent Ventresca – Billy Christianson
- Camryn Manheim – Toby Walters
- Mia Cottet – Cheryl Quick
- Elaine Hendrix – Lisa Luder
- Kristin Bauer – Kelly Possenger
- Jacob Vargas – Ramon
- Justin Theroux – Clarence the Cowboy
- Tate Taylor – Casey Deegan
- Rick Pasqualone – Mark Black